# Barragem de Ranhados
A Barragem de Ranhados, construída sobre o leito do rio Torto, localiza-se no Município de Mêda, Distrito de Guarda, em Portugal.
A barragem foi projectada em 1982 e entrou em funcionamento em 1986.

## Barragem
É uma barragem de betão de gravidade. Possui uma altura de 41,4 m acima da fundação (38,4 m acima do terreno natural) e um comprimento de coroamento de 292 m (largura 3 m). O volume da barragem é de 72.000 m³. Possui uma capacidade de descarga máxima de 2,6 (descarga de fundo) + 215 (descarregador de cheias) m³/s.

## Albufeira
A albufeira da barragem apresenta uma superfície inundável ao NPA (Nível Pleno de Armazenamento) de 0,178 km² e tem uma capacidade total de 2,57 Mio. m³ (capacidade útil de 1,79 Mio. m³). As cotas de água na albufeira são: NPA de 716 metros, NMC (Nível Máximo de Cheia) de 717,4 metros e NME (Nível Mínimo de Exploração) de 701,3 metros.